# Whitley Bay
Whitley Bay – miasto portowe w północno-wschodniej Anglii, w hrabstwie Tyne and Wear, część aglomeracji Tyneside. W 2001 r. miasto to zamieszkiwało 35 000 osób.
W tym mieście ma swą siedzibę klub piłkarski Whitley Bay F.C., hokeju na lodzie - Whitley Warriors, rugby - Whitley Bay Rockcliff RFC.